# Здание золотосплавочной лаборатории Русско-Азиатского банка
Здание золотосплавочной лаборатории Русско-Азиатского банка — банковское и коммерческое здание во Владивостоке. Построено в 1903 году. Автор проекта — архитектор В. К. Гольденштедт . Историческое здание по адресу Светланская улица, 12 сегодня является объектом культурного наследия Российской Федерации.

## История
Здание было выстроено в 1903 году по проекту архитектора А.К. Гольденштедта для размещения в нём золотосплавочной лаборатории Русско-Азиатского банка и торговых помещений, которые правление банка сдавало в аренду. В 1913 году здание было куплено Владивостокской городской управой для размещения в нём городского общественного банка. 
Сегодня в здании расположены Управление Федеральной службы судебных приставов и магазины.

## Архитектура
В оформлении проекта здания архитектор использовал художественные приёмы архитектурных стилей модерн и ренессанс в произвольном сочетании, создав выразительную постройку, ставшую градостроительным акцентом на углу двух улиц. Само здание двухэтажное, Г-образное в плане и вытянуто длинным крылом вдоль улицы Светланской. Первый этаж выполнен массивным, его полуциркулярные окна усилены широким сандриком с архивольтом. Второй этаж, в противовес, лёгкий и чрезвычайно декоративный благодаря аркатурному поясу, образованному из узких полуциркулярных окон, сгруппированных по два и по три. Угловая часть здания акцентирована эркером над главным входом, поддерживаемым тонкими чугунными колоннами, двумя аттиками полукруглого очертания и ротондой-бельведером, венчающей эркер.    